# サザン・ベル

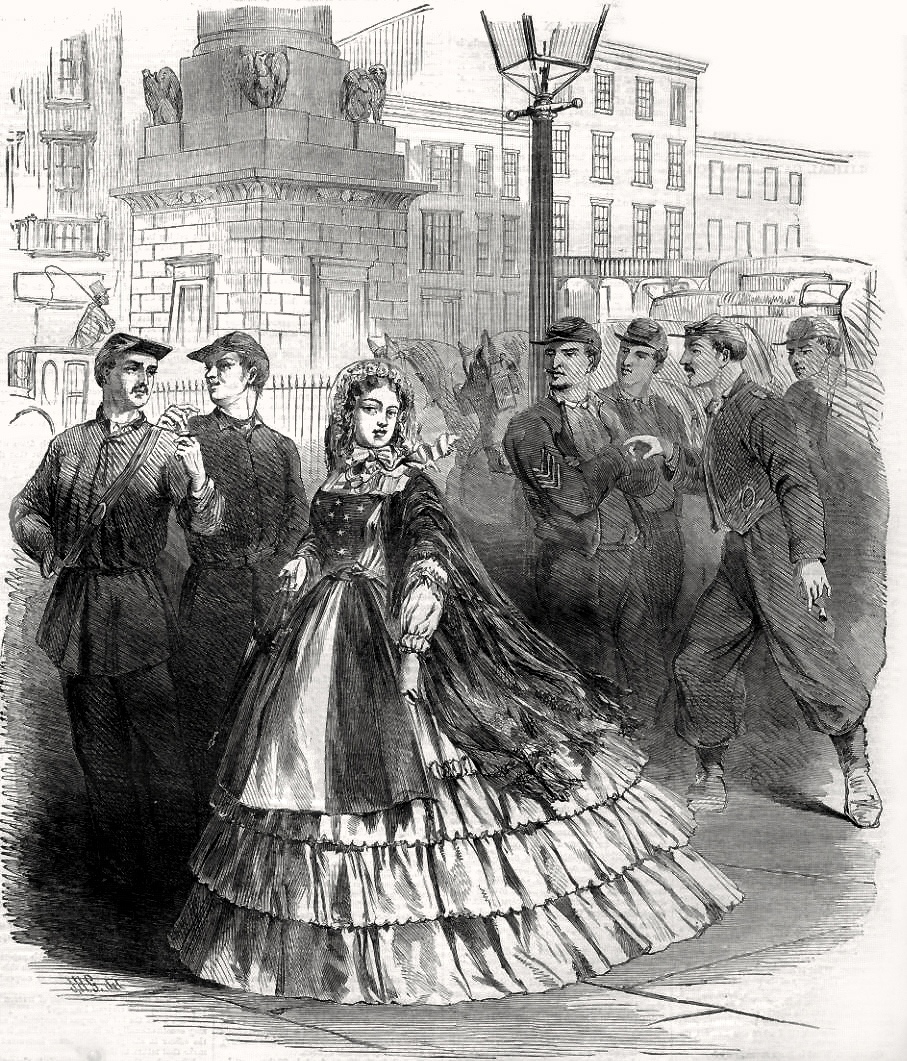
ハーパーズ・ウィークリー誌（1861年9月7日号）に掲載された、ステレオタイプ的な「サザン・ベル」のイラスト

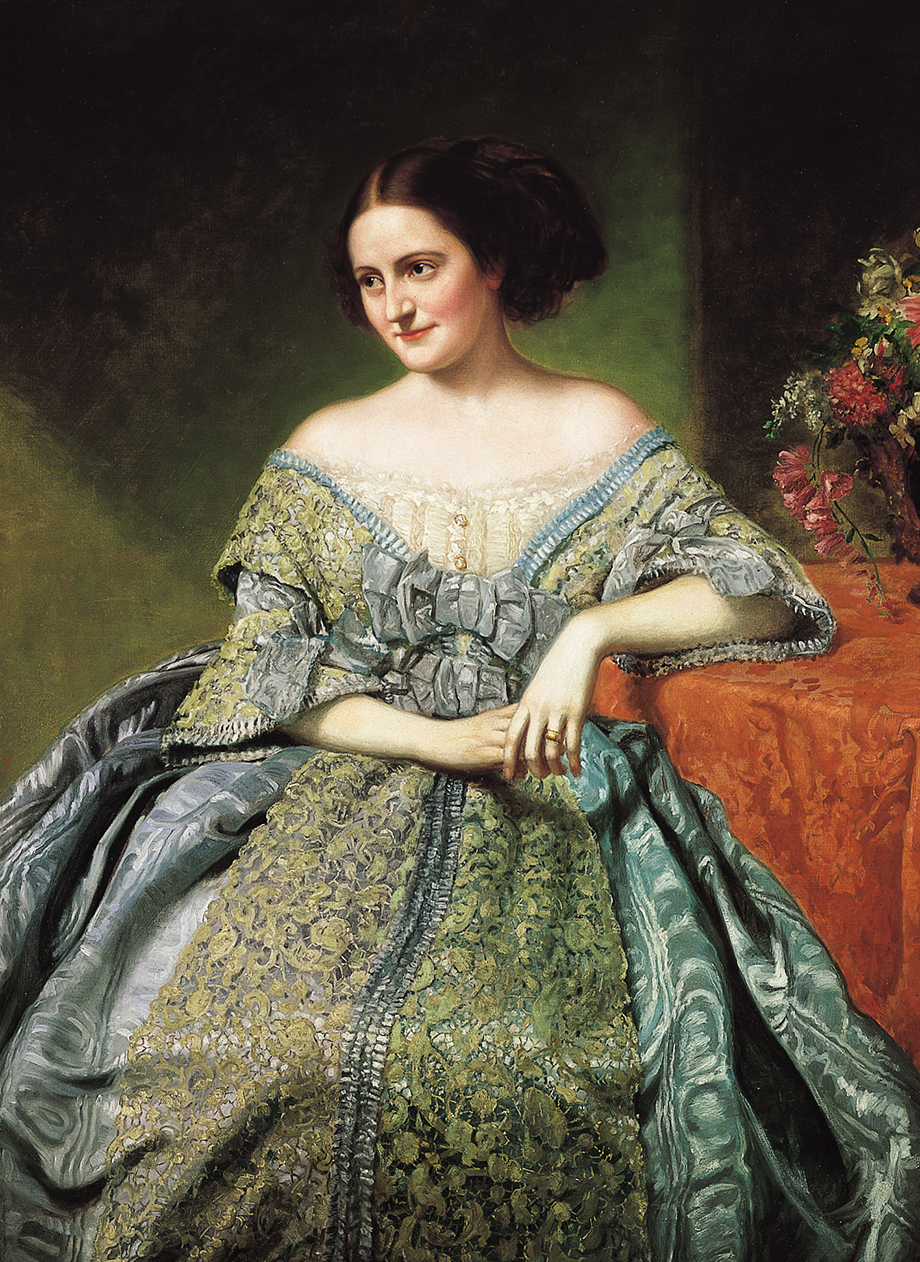
サザン・ベルの代表とされているサリー・ワード (:en:Sallie Ward) のポートレート

サザン・ベル（Southern belle）とは、南北戦争前のアメリカ南部において、上流階級の女性の理想（あるべき姿）とされた女性像およびそれに選ばれた女性のことである。「belle」とはフランス語の女性名詞で「美しい女性」という意味であり（男性名詞:beau）、そのため「Southern belle」は直訳すると「南部の美女」ということである。女性がサザン・ベルとして選考されるためには、伝統的にデビュタントボールまたはコティヨン (en:Cotillion) を通じて社交界にお披露目される必要があり、それに出場できる資格を持った上流階級や貴族の才色兼備な白人女性が選ばれることが多い。この時期、最も著名な「ベル」はケンタッキー州ルイビルのサリー・ワード (en:Sallie Ward) であった。ルイビル市内のスピード博物館に展示されているワードのポートレートは、しばしばThe Southern Belleと呼ばれ、サザン・ベルの代表とされている。

## 解説
サザン・ベルはサザン・ホスピタリティ（南部のおもてなし）の精神による洗練された美しさと恋愛感情を誘いながらも上品な振る舞いの縮図とされた。こうしたステレオタイプは今日でも多くの人に強い憧れを抱かせるものとなり、We're Just Like You, Only Prettier、The Southern Belle Primer、The Southern Belle Handbookなどサザン･ベルに関する多数の著書も残され、代表作である「風と共に去りぬ」ではヒロインは伝統的なサザン・ベルの典型的な肖像画として描かれた。また、現代のポップ・カルチャーにおいても、Ya Ya Sisters、GRITS（Girls Raised In The Southの略）、Sweet Potato Queens、Bulldozers disguised as powder-puffsなど、あらゆる呼ばれ方でサザン・ベル像が残っている。アメリカ南部では物や人の外観(見た目)を特に重要視する風潮が強く、
女性の美意識と自尊心は高い。サザン・ベルの最も印象的で明確な特徴は外観であり、彼女らの髪、肌、化粧、衣類、宝石はすべて全体的な外観にとって重要で、それらのどれか一つが特化することなくバランスの良さが大事であると考えられている。今日においてもサザン・ベルの高貴な精神とファッションやライフスタイルなどを敬愛する女性は多く、アメリカ国内にはそのような女性が集まりサザン・ベルのスタイルを再現するなどの活動を行うコミュニティが多数あり、その文化を継承し続けている。
一方、批判的な見方をする者は、サザン・ベルのステレオタイプとは、古い時代の抑圧された、「コルセットをはめた」（厳しく規制された、という意の隠語）若い女性像の象徴であるとしている。
また、南北戦争前のアメリカは奴隷制度社会であり、特に南部地方ではその依存度が高く、黒人奴隷の労働と苦難の恩恵によってサザン・ベル文化が発祥した。南部の白人による白人のための「おもてなし」は、アフリカ系アメリカ人に対して非人道的であることによって達成された部分が大きく、黒人女性はサザン・ベルから除外された。そのような人種差別的な風潮は奴隷制度が廃止された今でもなお存続しており、サザン・ベルがアメリカ南部の白人女性に関連付けられることが多い。女性の肌は白い肌こそが美しい肌とされ、日焼けした黒い肌は望ましくないと考えられた。そのため、屋外では白い肌を守るために帽子や日傘を用いる習慣が定着している。このような差別的な慣習に対抗し、近年では黒人女性のためのベルが台頭しており、それを「ブラック・サザン・ベル」もしくは「サザン・ブラック・ベル」という。